# Objat
Objat (in occitano Ajac) è un comune francese di 3 714 abitanti situato nel dipartimento della Corrèze nella regione della Nuova Aquitania.

## Storia

### Simboli
Lo stemma di Objat si blasona:
È stato adottato il 28 settembre 1977 e riprende le armi della famiglia de Livron.

## Società

### Evoluzione demografica
Abitanti censiti